# Alien vs Predator (Jaguar)
Alien vs Predator (рус. Чужой против Хищника) — видеоигра, разработанная компанией Rebellion и изданная Atari Corporation для игровой приставки Atari Jaguar в 1994 году. Игра основана на медиафраншизе Чужой против Хищника и позволяет играть за одного из трёх персонажей: Чужого, Хищника или рядового колониальной морской пехоты Лэнса Льюиса.

## Игровой процесс
Игра представляет собой боевик от первого лица, действие в котором происходит в расположенном на одной плоскости пространстве с двумерной спрайтовой графикой. Каждый персонаж обладает своим набором оружия и способностей и имеет свою сюжетную линию. С игрой поставлялись накладки на геймпад Atari Jaguar для каждого из персонажей.

### Игра за Чужого
За Чужого игрок должен спасти королеву Чужих, которую удерживают на корабле Хищников. Игрок должен сразиться с большим количеством морских пехотинцев и Хищников на различных подуровнях корабля. Чужой не может лечить себя от ран и вместо этого должен помещать морпехов в «коконы». Если Чужой умирает, морпех из кокона становится новым Чужим, позволяя игроку продолжить игру с этого места. Чужой не может использовать лифты и перемещается между уровнями корабля через вентиляцию.

### Игра за Хищника
В роли Хищника игрок должен убить королеву Чужих, чтобы забрать её череп. Хищник использует лифты, может носить с собой аптечки и использовать устройство, делающее его невидимым. Оружие и начисление очков при игре за хищника зависит от способа убийства врагов. Убийство врага в состоянии невидимости влечёт потерю «очков чести», что может повлечь потерю большой части экипированного оружия. Напротив, убийство врага в видимом состоянии увеличивает «очки чести» и расширяет доступный арсенал.

### Игра за Морпеха
Играя за рядового Льюиса, игрок должен сбежать с военной базы, которая захвачена Чужими и Хищниками. Льюис начинает игру на гауптвахте без оружия, датчиков движения и карт доступа. Игрок должен найти их по ходу игры. Льюис может использовать аптечки, но не может носить их с собой. Доступны следующие оружия: ружьё, импульсная винтовка, огнемёт и смартган. Для передвижения между уровнями могут использоваться как вентиляция, так и лифты.

## Восприятие
| Иноязычные издания | Иноязычные издания |
| Издание            | Оценка             |
| ------------------ | ------------------ |
| AllGame            | [ 1 ]              |
| EGM                | [ 2 ]              |

Игра была одной из основных надежд Atari на платформе Jaguar и была ожидаема публикой несмотря на задержки. Основная часть обзоров была положительной. Обозревателями отмечалась сильная атмосфера, различие игрового процесса за разных персонажей, большое значение стратегического мышления по сравнению с другими шутерами от первого лица.
Журнал «Игромания», в одном из видеообзоров, посвящённом серии Aliens vs Predator, отметили, что в своё время Alien versus Predator «была единственной причиной купить консоль Atari Jaguar».
В 2006 году, сайт GameTrailers назвал игру в числе 10 самых страшных игр всех времён.